# Бренсон, Фёдор Сидорович
Фёдор (Теодор) Сидорович Бренсон (27 ноября 1892, Рига — 21 сентября 1959, Питерсборо, Нью-Хэмпшир, США) — российский и американский художник: живописец и график.

## Биография
Будущий художник родился в Риге (в то время в составе Российской империи), учился в архитектурной школе в Риге и в Московском университете. Участвовал в выставках в галерее Лемерсье в Москве рисунками и офортами с изображениями памятников архитектуры. В начале 1920-х жил в Германии, в Берлине, путешествовал по странам Западной Европы. Несколько лет работал в Италии, в 1924 году приехал в Рим. Входил в Римскую группу живописцев и гравёров (Gruppo Romano Incisori Artisti). Получил известность благодаря пейзажам с видами европейских городов. Участвовал в выставках в Риме, Венеции, Флоренции и Милане.
В конце 1920-х годов поселился в Париже. Выставлял свои произведения в Салоне Независимых и в Тюильри. В 1930-х стал заниматься книжной графикой. Иллюстрировал произведения М. Горького. Создал графические портреты Андре Жида, К. ван Донгена, А. Моруа, Ж. Кокто, Ж. Дюамеля.
Бренсон создал восемь ксилографий для книги Ипполита Тэна «Путешествие по Италии» (Берлин: «Нева», 1924). В 1927 году состоялась первая персональная выставка Бренсона в миланской галерее Пезаро (предисловие к каталогу написал Павел Муратов). Фёдор Бренсон успешно работал для Севрской фарфоровой мануфактуры в Париже.
Персональные выставки художника состоялись в Лондоне (Leicester, 1929) и Париже (галерея Simonson, 1932, 1935; галерея Kaganovitch, ретроспективная выставка в 1937 году). В ноябре 1931 года Фёдор Бренсон принял участие в выставке «Современные художники-гравёры», посвящённой французским мастерам, в «Галерее Милано». В апреле 1933 его персональная выставка состоялась в галерее Tre Arti в Милане.
В 1941 году Бренсон переехал в США с женой Верой и сыном Михаилом. Поселился в Нью-Йорке. Состоял членом Общества американских графиков, Американской федерации искусств и Американского национального комитета ЮНЕСКО. В 1950-е обратился к абстрактной живописи и графике. Участвовал в выставках в Музее американского искусства Уитни и Музее современного искусства в Нью-Йорке, в Пенсильванской академии изящных искусств, Американской национальной академии дизайна и Библиотеке Конгресса в Вашингтоне. Провёл несколько персональных выставок в Нью-Йорке (1942, 1949, 1958, 1959). Преподавал в собственной художественной школе и в колледже в Вустере (англ., штат Огайо).
Произведения художника представлены в Музее современного искусства в Нью-Йорке, Библиотеке Конгресса в Вашингтоне, Институте Карнеги в Питтсбурге, Национальном музее искусств в Стокгольме, Национальной библиотеке в Париже, галерее Уффици во Флоренции, музеях Рима, Милана и Берлина.